# Bebearia phantasiella
Bebearia phantasiella е вид пеперуда от семейство Многоцветници (Nymphalidae). Видът не е застрашен от изчезване.

## Разпространение и местообитание
Разпространен е в Камерун и Нигерия.
Обитава гористи местности и езера.